# شرح مبسوط منظومه
شرح مبسوط منظومه کتابی از مرتضی مطهری است که در سال ۱۳۶۹ منتشر و در مراسم کتاب سال جمهوری اسلامی ایران به‌عنوان کتاب برگزیده معرفی شد.